# Pilosocereus estevesii
Pilosocereus estevesii ist eine Pflanzenart in der Gattung Pilosocereus aus der Familie der Kakteengewächse (Cactaceae). Das Artepitheton estevesii ehrt den brasilianischen Kakteenspezialisten Eddie Esteves Pereira.

## Beschreibung
Pilosocereus estevesii wächst baumförmig, ist oft kandelaberförmig verzweigt und erreicht Wuchshöhen von bis zu 3,2 Metern. Die säulenförmigen, aufrechten, grünen bis grünlich blauen bis grünlich grauen Triebe weisen Durchmesser von 5,5 bis 6,5 Zentimetern auf. Es sind 10 bis 23 Rippen vorhanden, die zwischen den kreisrunden bis ovalen, bis 1,3 Zentimeter auseinanderstehenden Areolen leicht vertieft sind. Die geraden, nadeligen und ausstrahlenden Dornen sind hellgelb bis bräunlich oder gräulich. Es sind 1 bis 7 Mitteldornen sowie 13 bis 17 Randdornen vorhanden. Der blühfähige Teil der Triebe ist sehr deutlich ausgeprägt. Die Areolen sind dort mit bräunlichen bis gräulichen Borsten von zu 4,7 Zentimeter Länge besetzt.
Die mehr oder weniger trichterförmigen, weißlichen bis hell cremefarbenen Blüten sind bis zu 4,7 Zentimeter lang. Die niedergedrückt kugelförmigen bis kugelförmigen Früchte sind rosa bis cremefarben, weisen Durchmesser von bis zu 4,7 Zentimetern auf, reißen seitlich  auf und enthalten ein dunkelrosafarbenes Fruchtfleisch.

## Verbreitung und Systematik
Pilosocereus estevesii ist in Brasilien im Westen des Bundesstaates Bahia verbreitet.
Die Erstbeschreibung wurde 1999 von Pierre Josef Braun (* 1959) veröffentlicht.

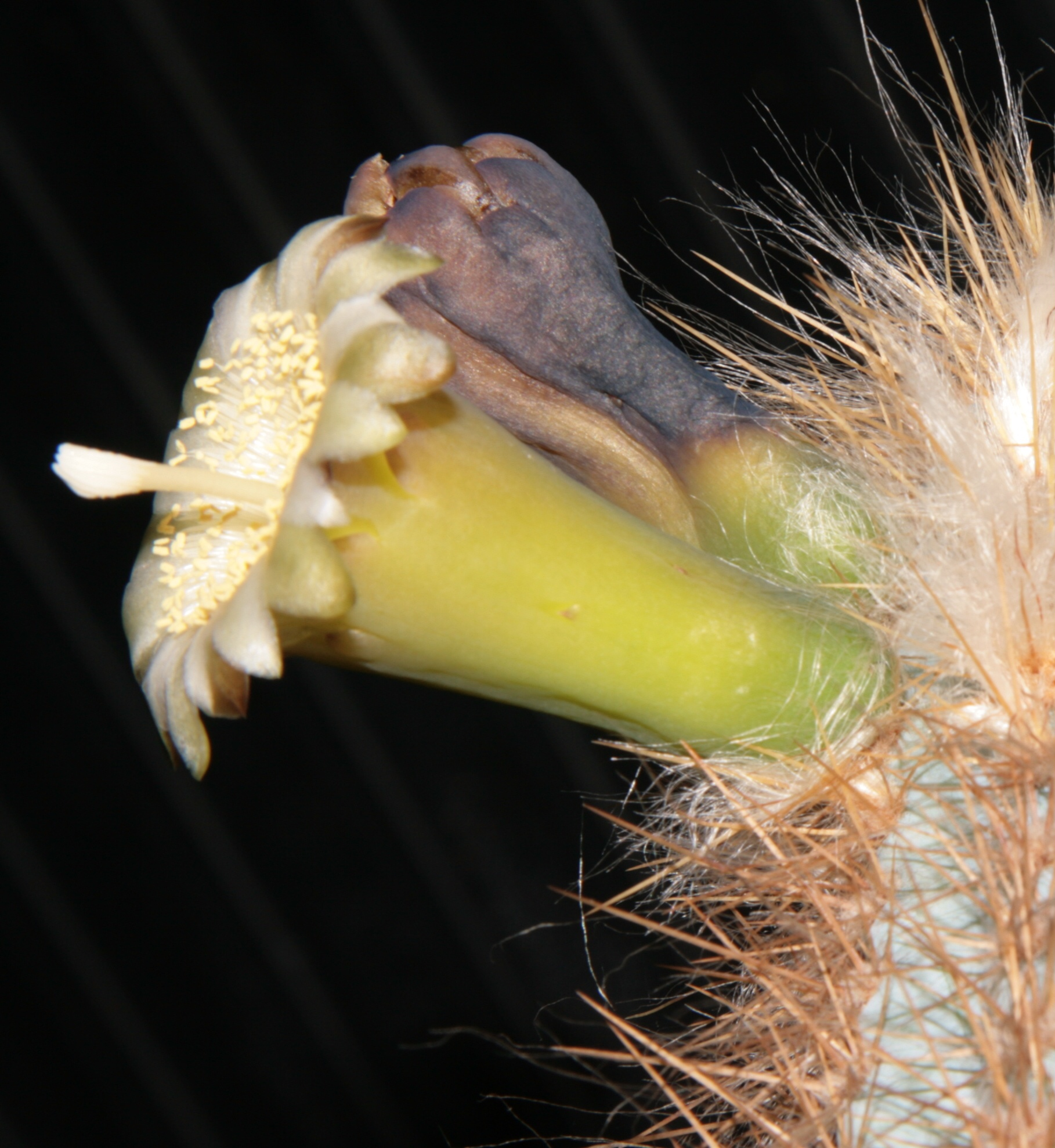
Blüte
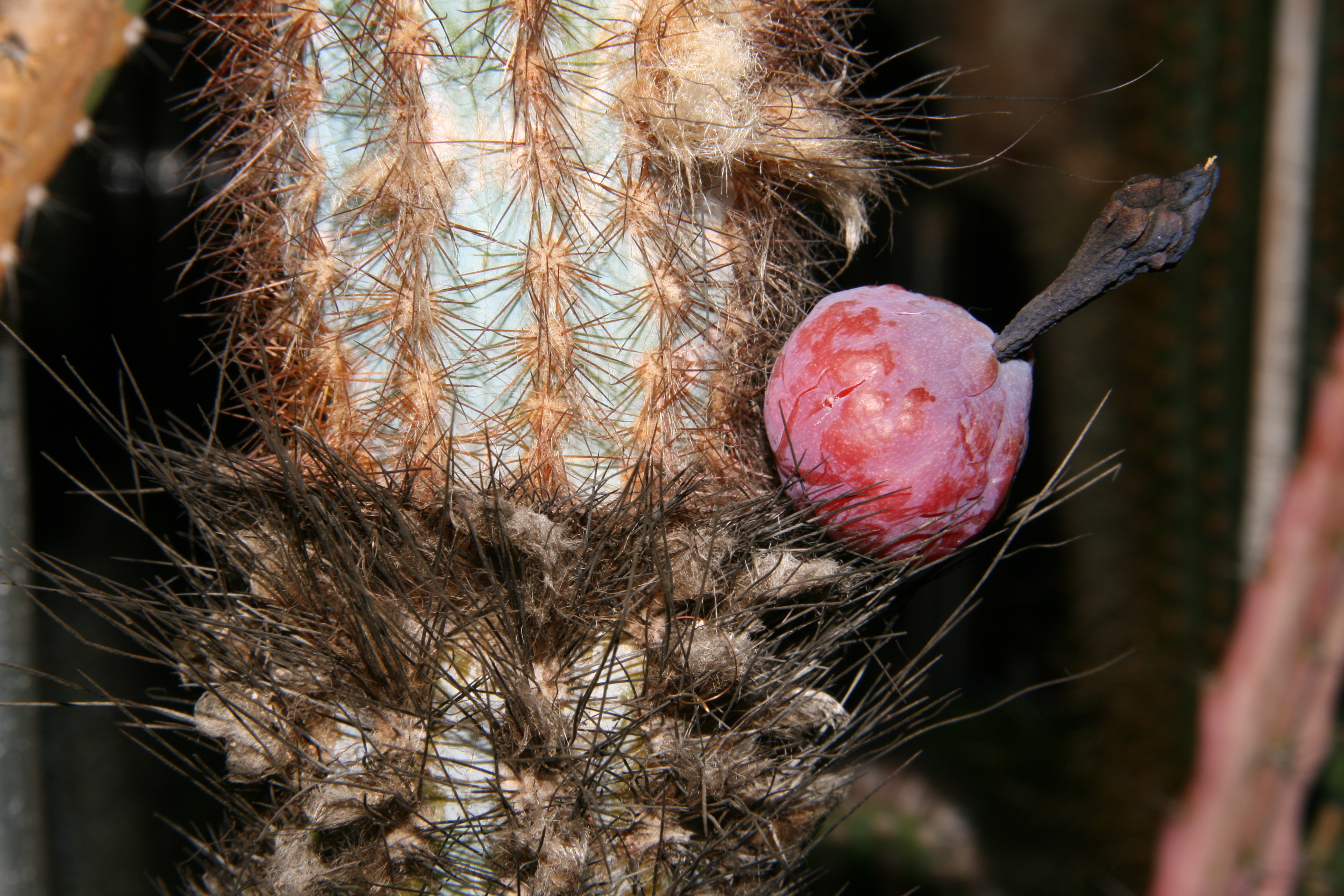
Frucht

## Nachweise